# Richard Řeřicha
Richard Řeřicha (* 31. července 1964, Praha) je český kameraman, režisér a příležitostný hudební skladatel. Vystudoval Filmovou akademii múzických umění v Praze, obor kamera (1990–1995). Kameramanskou profesi poznával od základů, nejdříve jako tvůrce amatérských filmů (1979–1989) natočených na Super 8mm. V letech 1989 až 1994 jako asistent kamery a později (od roku 1995) už ve funkci samostatného kameramana. Podílel se na mnoha zakázkových projektech pro české i zahraniční produkce. Od roku 2004 začal pracovat také jako režisér.
Byl dvakrát nominován za nejlepší kameru na Českého lva za celovečerní filmy Samotáři (2001) a Grandhotel (2006) režiséra Davida Ondříčka, s nímž spolupracoval i na snímku Jedna ruka netleská (2003). Od roku 2010 se specializuje na vizuální identitu TV kanálů a úvodní titulkové sekvence.
Film DonT Stop je jeho celovečerním režijním debutem. Věnuje se také natáčení reklam a hudebních videoklipů (např. Buty, Ivan Král, Clou, Air Fare, Mig 21, November 2nd).

## Dílo
kameraman
- Celovečerní filmy
  - Samotáři (režie: David Ondříček) 2000
  - Perníková věž (režie: Milan Šteindler) 2002
  - Jedna ruka netleská (režie: David Ondříček) 2003
  - Grandhotel (režie: David Ondříček) 2006
  - Zloději zelených koní (režie: Dan Wlodarczyk) 2016

- TV seriály
  - Soukromé pasti „Útěk“ (režie: Dan Wlodarczyk) 2011
  - Případy 1. oddělení řada 1. (8 dílů, režie: Dan Wlodarczyk, ČT) 2014
  - Případy 1. oddělení řada 2. (6 dílů, režie: Dan Wlodarczyk, ČT) 2016
  - Četníci z Luhačovic (2 díly, režie: Dan Wlodarczyk, ČT) 2017
  - Božena (4 díly, režie: Lenka Wimmerová, ČT) 2021

režisér
- Celovečerní filmy
  - DonT Stop 2012